# EyeToy: Play 2
EyeToy: Play 2 is een computerspel uit 2004 en het tweede spel uit de EyeToy: Play-serie. Het maakt gebruik van de EyeToy-camera om de speler op het televisiescherm te projecteren en deze interactief te laten meespelen in het spel. Het spel bevat 12 nieuwe minigames, die beschikbaar zijn voor singleplayer of multiplayer. Nieuw is een Tournament-mode, die de speler laat deelnemen aan een serie van minigames. Voor elk gewonnen spel krijgt hij punten.
EyeToy: Play 2 bevat ook de functie SpyToy, die de EyeToy-camera alle bewegingen die gemaakt worden in de ruimte laat opslaan, waardoor de speler later kan terugzien of er iets is gebeurd in de ruimte waar de camera staat.